# Rang Antal
Rang Antal (Pécs, 1823. április 20. (keresztelés) – Pécs, 1893. július 26.) katolikus pap.

## Élete
Rang Mihály és Moreau Anna fia. Gimnáziumi tanulmányait a pécsi ciszterci gimnáziumban végezte. 1846-ban szentelték pappá, felszentelése után Abaligeten, Pakson, Cikón és Bólyban szolgált segédlelkészként; megnyerő személyisége – ami jó szónoki képességekkel párosult – minden közösségben népszerűvé tette. Segédlelkészi éveit követően, 1854-ben Kisasszonyfára kapott plébánosi kinevezést, ott tevékenykedett egészen nyugdíjba vonulásáig, csaknem négy évtizeden át. Itteni plébánosi időszakához fűződik a kisasszonyfai plébánialak megépítése, ami személyes buzgólkodásának az eredménye volt.
1891-ben nyugdíjazták, ami után Pécsre vonult vissza, állandósult betegsége miatt ekkor már nemigen tudott kimozdulni otthonából. Halála előtt végrendeleti úton összesen 9000 forintot adományozott kegyes célokra: 1000 forintot egy Kisasszonyfán évente megtartandó gyászmisére, 2300 forintot papneveldék és jótékony célú intézetek javára; 1000 forint összeggel ösztöndíjat alapított a kisasszonyfai (továbbá 500-500 forinttal az ózdfalui és a tésenyi) iskola legjobb diákjainak (tanévenként a legjobb tanuló fiúnak és lánynak) a jutalmazására, valamint összesen 3200 forint összegben egyéb alapítványokat tett azzal a céllal, hogy azok mindenkori kamatai a kisasszonyfai egyházközség és a községi harangozó támogatására, valamint a falu szegényeinek megsegítésére fordíttassanak.
Két évvel visszavonulása után, 1893. július 26-án hunyt el, temetése 28-án zajlott a megyeszékhelyen, nagy részvét mellett. Haláláról a Pécsi Közlöny mellett beszámolt a Vasárnapi Ujság is.